# Bildungsministerium (Ruanda)
Das ruandische Bildungsministerium (englisch Ministry of Education) ist eines der Ministerien der Regierung Ruandas. Der Hauptsitz befindet sich im Sektor Kacyiru des Distrikts Gasabo in der Hauptstadt Kigali.

## Liste der Bildungsminister (unvollständig)
- ab 1999: Joseph Karemera[2]
- 2006–2008: Jeanne d’Arc Mujawamariya
- 03/2008–07/2009: Theoneste Mutsindashyaka
- 05/2011–10/2011: Pierre Habumuremyi[3]
- 02/2020–08/2023: Valentine Uwamariya[4]
- 08/2023–09/2024: Gaspard Twagirayezu[1][4]
- ab 09/2024: Joseph Nsengimana[5][1]